# Axel Ideström
Axel Ideström, född 30 juni 1873 i Kalmar, död 17 april 1959 i Högalid i Stockholm, var en svensk författare.
Axel Ideström var son till telegrafkommissarie Gustaf Leonard Ideström. Efter mogenhetsexamen i Kalmar 1892 anställdes han som extra ordinarie telegrafassistent där 1893 och blev 1898 ordinarie telegrafassistent. Åren 1906–1912 arbetade Ideström som telegrafkommissarie i Mora och 1912–1935 som telegrafkontrollör i Stockholm.
Ideström debuterade 1901 med verket Sarons liljor. Under påverkan från Otto Seeck intresserade han sig för religiösa och etiska frågor. Hans största intresse var Indien vilket berörs i hans bok Mannen från Java. Ideström tog däremot tidigt avstånd från kristendomen. Han betraktade Einsteins teorier som orimliga. Ideström är begravd på Södra kyrkogården i Kalmar.